# Gustav Metzger

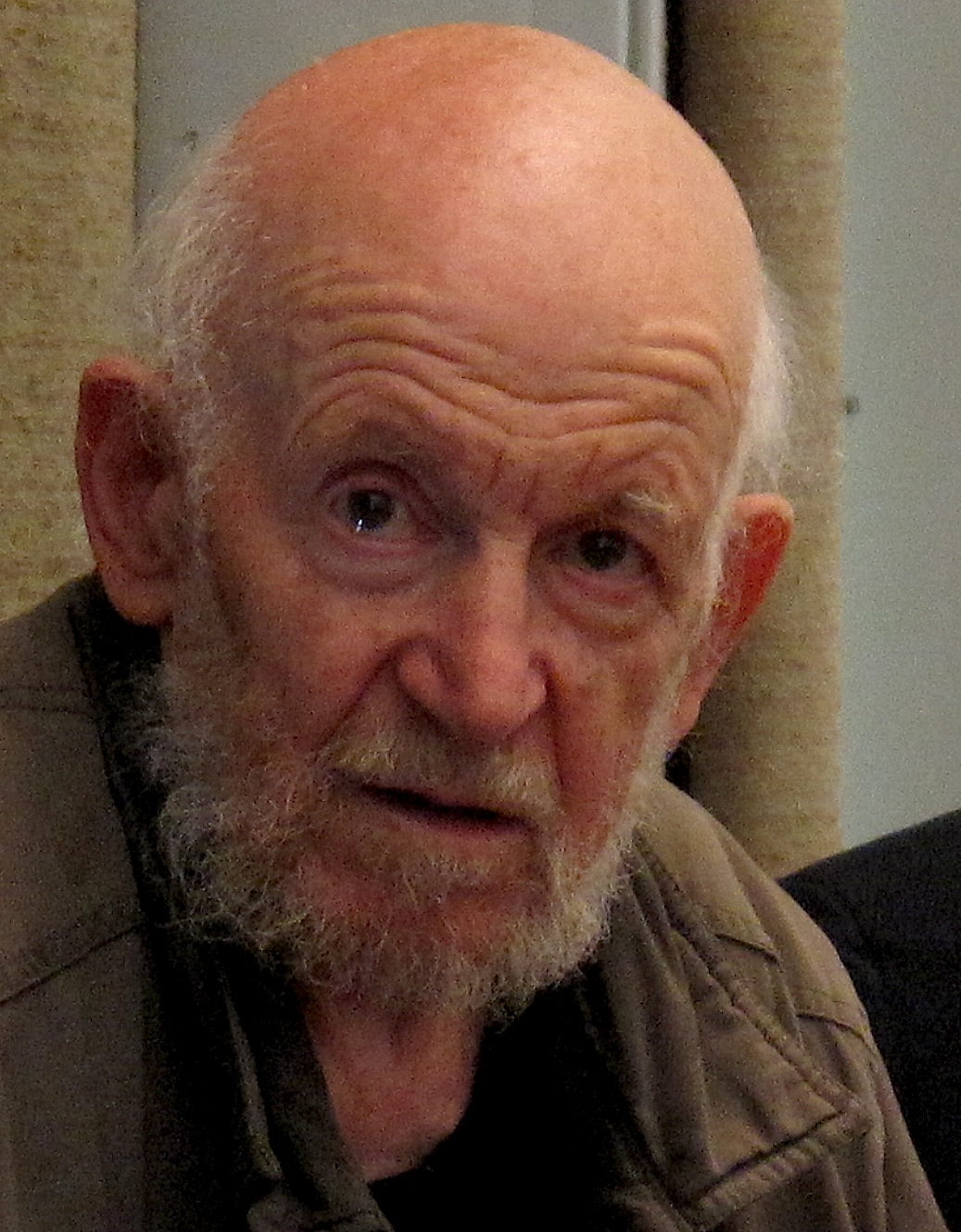
Gustav Metzger em 2009

Gustav Metzger (Nuremberg, Alemanha, 10 de abril de 1926 – Londres, Inglaterra, 1 de março de 2017) foi um artista alemão, descendente de judeus, que se refugiou na Inglaterra.
A partir de 1957, insatisfeito com a arte e os recursos utilizados para produzí-la, começou a inventar novas maneiras de fazer sua arte e novamente insatisfeito, em 1959 publicou o primeiro manifesto, do futuro movimento "Arte Autodestrutiva", proclamado "Nova forma de arte":
| “ | A arte autodestrutiva é essencialmente uma forma de arte pública para sociedades industriais. (…) A pintura, a escultura e a construção autodestrutiva são a união total da ideia, lugar, forma, cor, método e tempo de processo de desintegração. | ” |

Depois do 1º manifesto a AAD foi fundada, mas com toda a influência de Metzger na arte, o único membro do grupo foi o próprio Metzger. Metzger participou também de outros grupos como Fluxus e de ocupações e Happening durante a década de 1960.